# Universidad Autónoma de Zacatecas
Die Universidad Autónoma de Zacatecas (UAZ) ist eine öffentliche Universität im mexikanischen Bundesstaat Zacatecas. Sie ist nach dem Politiker Francisco García Salinas benannt. Die Institution ist in 28 lehrenden Einheiten organisiert und verfügt über eigene Museen.

## Geschichte
Die Geschichte der Universität reicht zurück bis ins Jahr 1832, als das Instituto Literario de García gegründet wurde, aus dem wiederum 1885 das Instituto Científico y Literario de Zacatecas hervorging. Während der Revolution wurde die Institution zum Colegio del Estado und 1920 dann zum Instituto de Ciencias de Zacatecas. Am 10. Oktober 1959 bekam die Bildungseinrichtung den Status einer autonomen Universität und hieß von da an zunächst Instituto de Ciencias Autónomo de Zacatecas. Den heutigen Namen trägt die Universität seit dem 6. September 1968.

## Sport
Die Fußballmannschaft des 2006 gegründeten Universitäts-Sportclubs spielt in der Tercera División de México (3. Liga).